# 中村もときのおはようRKB
中村もときのおはようRKB（なかむらもときのおはようアールケービー）は、RKBラジオで放送された朝の情報生ワイド番組。

## 概要
『RKBモーニングパトロール』の後継番組としてスタートした、中村基樹の冠番組である。ニュース、天気予報、交通情報や基樹流の辛口コメントなど出勤前のリスナーに朝の最新の情報を提供するのが番組コンセプトであった。
1989年、日本民間放送連盟「ラジオ 生ワイド部門」優秀賞を受賞。

## 出演者
- 中村基樹
- 林田スマ
- 古賀和子
- 安田瑞代

## 主な番組進行内容（平成元年7月時点）
- 7:00 RKB毎日ニュース、天気予報
- 7:10 興味しんしん今朝の特ダネ（日本航空）
- 7:15 ドライブマップあれこれ歳時記（日産サニー福岡）
- 7:25 ニュースフォーカス（出光興産）
- 7:30 スポーツ芸能ニュースフラッシュ（福岡日産モーター）
- 7:33 天気予報
- 7:35 今日の数字（日産プリンス福岡販売）
- 7:40 モーニングレーダー（サニクリーン、クボタハウス、トーホーコーエイ）
- 7:50 交通情報（紳士服のフタタ、マツダオート）
- 8:00 日本全国8時です（トヨタ自動車、トヨタディーラー）
- 8:14 天気予報、ヘッドラインNOW
- 8:15 日産グリーンタイム（日産自動車グループ）、交通情報
- 8:35 旅はおおらか（全日空）
- 8:42 原田佳子のワンポイントゴルフ（スポーツロード）
- 8:50 天気予報、交通情報（新出光、ウベハウス、ニッポンレンタカー）
- 8:57 レースガイド

| RKBラジオ 平日朝のワイド番組 | RKBラジオ 平日朝のワイド番組 | RKBラジオ 平日朝のワイド番組                       |
| 前番組                       | 番組名                       | 次番組                                             |
| ---------------------------- | ---------------------------- | -------------------------------------------------- |
| RKBモーニングパトロール      | 中村もときのおはようRKB      | 坂口卓司 朝イチ!タックル （1994年4月 - 1996年9月） |